# Nati il 30 aprile
| Questa pagina contiene informazioni ricavate automaticamente dalle voci biografiche con l'ausilio del template Bio e di un bot. L'aggiornamento è periodico e automatico e ricostruisce completamente la pagina. Se manca una persona in questa lista, sei pregato di non aggiungerla, ma accertati piuttosto che la sua voce biografica contenga il template Bio e che i dati anagrafici siano correttamente compilati. Se il template Bio manca, inseriscilo tu stesso o, in alternativa, metti l'avviso {{tmp\|Bio}} che ne segnala la mancanza. Se i dati riportati sono sbagliati, correggi direttamente la voce biografica; le modifiche saranno visibili in questa lista entro pochi giorni. Per chiarimenti vedi il progetto biografie. La lista contiene solo le 1.110 persone che sono citate nell'enciclopedia e per le quali è stato implementato correttamente il template Bio. Pagina aggiornata al 17 ago 2025. |

## XIII secolo(1)
- 1245 - Filippo III di Francia, re francese († 1285)

## XIV secolo(3)
- 1306 - Andrea Dandolo, politico e diplomatico italiano († 1354)
- 1310 - Casimiro III di Polonia, re polacco († 1370)
- 1331 - Gastone III Febo, conte († 1391)

## XV secolo(2)
- 1425 - Guglielmo III di Sassonia, principe tedesco († 1482)
- 1458 - Ottaviano Maria Sforza, conte († 1477)

## XVI secolo(6)
- 1504 - Francesco Primaticcio, pittore, architetto e decoratore italiano († 1570)
- 1539 - Barbara d'Austria, nobile austriaca († 1572)
- 1551 - Jacopo Chimenti, pittore italiano († 1640)
- 1553 - Luisa di Lorena-Vaudémont, regina († 1601)
- 1587 - Eleonora di Borbone-Condé, principessa francese († 1619)
- 1595 - Enrico II di Montmorency, militare francese († 1632)

## XVII secolo(23)
- 1602 - Robert Baillie, pastore protestante, storico e pubblicista scozzese († 1662)
- 1602 - Carlo Gonzaga, militare italiano († 1670)
- 1605 - Peder Winstrup, religioso danese († 1679)
- 1611 - Pedro Porter Casanate, ammiraglio, navigatore e esploratore spagnolo († 1662)
- 1622 - Giovanni Maria Morandi, pittore italiano († 1717)
- 1623 - François de Montmorency-Laval, vescovo cattolico e santo francese († 1708)
- 1641 - Francesco Giani, vescovo cattolico italiano († 1702)
- 1651 - Giovanni Battista de La Salle, presbitero e pedagogista francese († 1719)
- 1654 - Hendrik Frans Verbruggen, scultore belga († 1724)
- 1662 - Maria II d'Inghilterra, regina britannica († 1694)
- 1663 - Filippo Hercolani, I principe Hercolani, nobile, politico e diplomatico italiano († 1722)
- 1663 - Alessandro Marchesini, pittore italiano († 1738)
- 1664 - Francesco Luigi di Borbone-Conti, principe e generale († 1709)
- 1664 - Baldassarre Grasso, pittore italiano († 1714)
- 1679 - Giuseppe di Lorena, conte di Harcourt, nobile francese († 1739)
- 1680 - John Ker, I duca di Roxburghe, nobile e politico scozzese († 1741)
- 1685 - Carlo Ambrogio Mezzabarba, patriarca cattolico italiano († 1741)
- 1685 - Hermann Friedrich Teichmeyer, medico e botanico tedesco († 1746)
- 1687 - Pedro Cebrián, diplomatico spagnolo († 1752)
- 1689 - Jean-Jacques Amelot de Chaillou, politico francese († 1749)
- 1693 - Giuseppe Maria Feroni, cardinale e arcivescovo cattolico italiano († 1767)
- 1696 - Ayşe Sultan, principessa ottomana († 1752)
- 1700 - Carlo Federico di Holstein-Gottorp, nobile († 1739)

## XVIII secolo(32)
- 1701 - Arcangelo Leanti, storico e letterato italiano († 1767)
- 1703 - Leonardo Vitetti, vescovo cattolico italiano († 1778)
- 1709 - Christian Gottlieb Ludwig, botanico e medico tedesco († 1773)
- 1717 - Giuseppe Vincentini, arcivescovo cattolico, funzionario e diplomatico italiano († 1779)
- 1723 - Mathurin Jacques Brisson, fisico e ornitologo francese († 1806)
- 1729 - Thomas Brudenell-Bruce, I conte di Ailesbury, nobile inglese († 1814)
- 1729 - Pierre-Jacques Volaire, pittore francese († 1799)
- 1733 - Pietro Antonio Stefani, presbitero e scrittore italiano († 1808)
- 1738 - Maria Wilhelmina von Neipperg, nobildonna tedesca († 1775)
- 1755 - Philipp Friedrich Theodor Meckel, anatomista e chirurgo tedesco († 1803)
- 1757 - Joseph Hager, linguista, lessicografo e orientalista austriaco († 1819)
- 1758 - Andrea Rivasi, patriota italiano († 1796)
- 1758 - Emmanuele Vitale, patriota, militare e notaio maltese († 1802)
- 1760 - Joseph Souham, generale francese († 1837)
- 1762 - George Murray, V conte di Dunmore, nobile scozzese († 1836)
- 1763 - Girolamo Polcastro, politico e letterato italiano († 1839)
- 1764 - Luigi Ademollo, pittore italiano († 1849)
- 1766 - Ange Chiappe, politico francese († 1826)
- 1770 - Odoardo Fischetti, pittore italiano († 1827)
- 1770 - David Thompson, esploratore e cartografo canadese († 1857)
- 1772 - Karl Gustav Himly, chirurgo e oculista tedesco († 1837)
- 1773 - Johann Karl Burckhardt, astronomo e matematico tedesco († 1825)
- 1775 - Guillaume Dode de la Brunerie, generale francese († 1857)
- 1777 - Carl Friedrich Gauss, matematico, astronomo e fisico tedesco († 1855)
- 1780 - Quirico Viviani, scrittore e traduttore italiano († 1835)
- 1781 - George Washington Parke Custis, scrittore statunitense († 1857)
- 1782 - Leone Ciampa, arcivescovo cattolico italiano († 1854)
- 1784 - Montagu Bertie, V conte di Abingdon, nobile britannico († 1854)
- 1790 - Karl Wilhelm von Willisen, generale prussiano († 1879)
- 1792 - Michele Foderà, fisiologo, biologo e scrittore italiano († 1848)
- 1793 - Caterina Lipparini, cantante lirica italiana († 1851)
- 1798 - Alberto di Schwarzburg-Rudolstadt, principe tedesco († 1869)

## XIX secolo(162)
- 1803 - Albrecht von Roon, militare e politico tedesco († 1879)
- 1804 - Maurice Blanc, politico francese († 1865)
- 1805 - Riccardo Sineo, politico italiano († 1876)
- 1806 - Théodore Cogniard, drammaturgo e regista teatrale francese († 1872)
- 1807 - Ferdinando Arborio Gattinara di Breme, nobile, entomologo e politico italiano († 1869)
- 1807 - Henry Thomas Hope, politico britannico († 1862)
- 1809 - Pietro Maggi, matematico e poeta italiano († 1854)
- 1812 - Kaspar Hauser, tedesco († 1833)
- 1814 - Franz Kiwisch von Rotterau, ginecologo austriaco († 1852)
- 1815 - Amalia di Hohenzollern-Sigmaringen, nobile tedesca († 1841)
- 1815 - Armand Marie de Roquefeuille, militare francese († 1859)
- 1816 - Giovanni Gervasoni, militare italiano († 1849)
- 1817 - Antonio La Scala, vescovo cattolico italiano († 1889)
- 1818 - Domenico Pellizzi, pittore italiano († 1874)
- 1818 - Jean-François Portaels, pittore belga († 1895)
- 1818 - Raffaele Ulisse Barbolani, diplomatico e giornalista italiano († 1900)
- 1820 - Filippo de Blasio, giurista italiano († 1873)
- 1821 - Camillo Caracciolo di Bella, diplomatico e politico italiano († 1888)
- 1822 - Adriano Lemmi, banchiere italiano († 1906)
- 1823 - George Douglas Campbell, VIII duca di Argyll, politico scozzese († 1900)
- 1823 - Paul Janet, filosofo e saggista francese († 1899)
- 1824 - Rinaldo Fulin, presbitero, storico e docente italiano († 1884)
- 1825 - Vincenzo Stefano Breda, ingegnere, imprenditore e politico italiano († 1903)
- 1825 - William Cecil, III marchese di Exeter, nobile e politico inglese († 1895)
- 1825 - Johann Evangelist Haller, cardinale e arcivescovo cattolico austriaco († 1900)
- 1826 - Julius von Ficker, giurista, storico e diplomatista tedesco († 1902)
- 1827 - Francesco Saverio Vollaro, patriota e politico italiano († 1904)
- 1829 - Ferdinand von Hochstetter, geologo e naturalista tedesco († 1884)
- 1830 - George Tomkyns Chesney, generale e scrittore britannico († 1895)
- 1830 - Rocco Cocchia, arcivescovo cattolico italiano († 1900)
- 1830 - Tullio Pinelli, magistrato e politico italiano († 1917)
- 1830 - Ghulam Muhammad Tarzi, poeta, scrittore e militare afghano († 1900)
- 1830 - Giuditta Tavani Arquati, patriota italiana († 1867)
- 1831 - Romolo Gessi, geografo, esploratore e militare italiano († 1881)
- 1833 - Hortense Schneider, soprano francese († 1920)
- 1834 - John Lubbock, archeologo britannico († 1913)
- 1835 - Franz von Defregger, pittore austriaco († 1921)
- 1836 - Charles de Spoelberch de Lovenjoul, scrittore belga († 1907)
- 1839 - Floriano Vieira Peixoto, generale e politico brasiliano († 1895)
- 1839 - Yoshitoshi, incisore, pittore e poeta giapponese († 1892)
- 1839 - Carlo Salvatore d'Asburgo-Lorena, nobile italiano († 1892)
- 1840 - Edward Hobart Seymour, ammiraglio britannico († 1929)
- 1841 - Gabriele Colonna di Cesarò, politico italiano († 1878)
- 1841 - Domenico Zeppa, patriota e politico italiano († 1922)
- 1845 - Carlo Compans de Brichanteau, politico e dirigente sportivo italiano († 1925)
- 1845 - William H. Crane, attore statunitense († 1928)
- 1845 - Joaquim Pedro de Oliveira Martins, politico, storico e filosofo portoghese († 1894)
- 1848 - Eugène Simon, naturalista francese († 1924)
- 1852 - Carlo Vezzani, sindacalista e politico italiano († 1936)
- 1856 - Edward Lansing, golfista statunitense († 1920)
- 1857 - Eugen Bleuler, psichiatra svizzero († 1939)
- 1857 - William Emlen Roosevelt, banchiere statunitense († 1930)
- 1857 - Adolfo Rossi, giornalista, scrittore e diplomatico italiano († 1921)
- 1858 - Mary Scott Lord Dimmick, statunitense († 1948)
- 1858 - Giulio Silvestri, politico italiano († 1936)
- 1861 - François De Fossa, pittore e ufficiale francese († 1936)
- 1861 - Giunio Fedreghini, schermidore italiano († 1945)
- 1861 - Frederike van Balen-Klaar, insegnante e attivista olandese († 1952)
- 1863 - Leonardo Gigli, chirurgo e ginecologo italiano († 1908)
- 1863 - Max Skladanowsky, inventore e regista tedesco († 1939)
- 1864 - Jean Decazes, velista francese († 1912)
- 1864 - Juhan Liiv, scrittore e poeta estone († 1913)
- 1865 - Max Nettlau, anarchico austriaco († 1944)
- 1867 - Juana Romani, pittrice italiana († 1923)
- 1868 - Fritz von Loßberg, generale tedesco († 1942)
- 1869 - Philip de László, pittore ungherese († 1937)
- 1869 - Hans Poelzig, architetto, designer e scenografo tedesco († 1936)
- 1870 - Gaetano Cresseri, pittore italiano († 1933)
- 1870 - Homer Stille Cummings, politico statunitense († 1956)
- 1870 - Franz Lehár, compositore austriaco († 1948)
- 1870 - Dhundiraj Govind Phalke, regista e produttore cinematografico indiano († 1944)
- 1871 - Louise Homer, contralto statunitense († 1947)
- 1872 - Luigi Barlassina, patriarca cattolico italiano († 1947)
- 1872 - Claudio Fogolin, imprenditore, ciclista e pilota automobilistico italiano († 1945)
- 1872 - Half Moon, giocatore di lacrosse canadese († 1948)
- 1872 - Henri Hirschmann, musicista e compositore francese († 1961)
- 1872 - Emil Mörsch, ingegnere tedesco († 1950)
- 1872 - Émile François Ouchard, archettaio francese († 1951)
- 1873 - Romano Righi, ingegnere e imprenditore italiano († 1956)
- 1874 - Jakov Modestovič Gakkel', ingegnere e scienziato russo († 1945)
- 1875 - Julien Brulé, arciere francese († 1928)
- 1875 - Friedrich Opel, imprenditore e ciclista su strada tedesco († 1938)
- 1876 - Óscar R. Benavides, politico e generale peruviano († 1945)
- 1876 - Orso Mario Corbino, fisico e politico italiano († 1937)
- 1876 - Nino Bixio Scota, politico e avvocato italiano († 1954)
- 1877 - Léon Flameng, pistard francese († 1917)
- 1877 - Giovanni Mazza, poeta italiano († 1943)
- 1877 - Alice Toklas, scrittrice statunitense († 1967)
- 1877 - Fritz von Herzmanovsky-Orlando, scrittore e disegnatore austriaco († 1954)
- 1878 - Paul Hazard, storico francese († 1944)
- 1879 - Richárd Weisz, lottatore ungherese († 1945)
- 1880 - Johann Rudolf Katz, chimico, medico e docente olandese († 1938)
- 1881 - Julian Abele, architetto statunitense († 1950)
- 1881 - Tom Burridge, calciatore inglese († 1965)
- 1881 - Dorotea di Sassonia-Coburgo-Koháry, principessa tedesca († 1967)
- 1881 - Philippe Robert, pittore e naturalista svizzero († 1930)
- 1883 - Jaroslav Hašek, scrittore, umorista e giornalista ceco († 1923)
- 1883 - Indalecio Prieto, politico spagnolo († 1962)
- 1884 - Arthur Erich Haas, fisico austriaco († 1941)
- 1884 - Marcel Mennesson, ingegnere e inventore francese († 1976)
- 1885 - Rino Alessi, giornalista, scrittore e saggista italiano († 1970)
- 1885 - Luigi Russolo, compositore, pittore e inventore italiano († 1947)
- 1886 - Dick Elliott, attore statunitense († 1961)
- 1886 - Helen Grund, giornalista tedesca († 1982)
- 1886 - Jess Robbins, regista, sceneggiatore e produttore cinematografico statunitense († 1973)
- 1887 - Hooper Atchley, attore statunitense († 1943)
- 1887 - Alfonso Calzolari, ciclista su strada italiano († 1983)
- 1887 - Adolf Robyns, calciatore belga
- 1888 - Ernst Bahnmeyer, nuotatore tedesco († 1931)
- 1888 - David Jacobs, velocista britannico († 1976)
- 1888 - John Crowe Ransom, poeta statunitense († 1974)
- 1888 - Antonio Sant'Elia, architetto e pittore italiano († 1916)
- 1889 - Fritz Pfeffer, odontoiatra tedesco († 1944)
- 1890 - Sergej Brjuchonenko, medico, scienziato e inventore sovietico († 1960)
- 1890 - Alma Hanlon, attrice statunitense († 1977)
- 1890 - Géza Lakatos, generale e politico ungherese († 1967)
- 1890 - Augusto Maccario, mezzofondista italiano († 1927)
- 1890 - Ottorino Piccinato, avvocato, dirigente d'azienda e politico italiano († 1963)
- 1890 - Giuseppe Adolfo Roero di Cortanze, generale italiano († 1976)
- 1890 - Gino Valori, regista, sceneggiatore e giornalista italiano († 1961)
- 1891 - Watse Cuperus, scrittore olandese († 1966)
- 1891 - Pat O'Hara Wood, tennista australiano († 1961)
- 1891 - Luigi Scarfiotti, politico, ingegnere e pilota automobilistico italiano († 1974)
- 1891 - James Edward Walsh, vescovo cattolico e missionario statunitense († 1981)
- 1892 - Mildred Bright, attrice statunitense († 1967)
- 1892 - Carol Holloway, attrice statunitense († 1979)
- 1892 - Armin Meili, architetto e politico svizzero († 1981)
- 1893 - Tinus van Beurden, calciatore olandese († 1950)
- 1893 - Gyula Breyer, scacchista ungherese († 1921)
- 1893 - Joachim von Ribbentrop, politico, diplomatico e criminale di guerra tedesco († 1946)
- 1893 - Luigi Trivellini, calciatore italiano († 1917)
- 1894 - Herbert Vere Evatt, avvocato e politico australiano († 1965)
- 1894 - Alfredo Martín, calciatore argentino († 1955)
- 1894 - Luigi Achille Olivari, pallanuotista italiano
- 1894 - George Henry Hamilton Tate, zoologo e botanico statunitense († 1953)
- 1894 - Giuseppe Ticozzelli, ciclista su strada, allenatore di calcio e calciatore italiano († 1962)
- 1894 - Uberto Salvatore d'Asburgo-Lorena, nobile austriaco († 1971)
- 1896 - Anandamayi Ma, mistica indiana († 1982)
- 1896 - Reverendo Gary Davis, compositore, cantante e chitarrista statunitense († 1972)
- 1896 - Amedeo Ugolini, scrittore, giornalista e politico italiano († 1954)
- 1896 - Giuseppe Vaccaro, architetto italiano († 1970)
- 1897 - Dina Bélanger, religiosa canadese († 1929)
- 1897 - Anton Gino Domeneghini, produttore cinematografico e regista italiano († 1966)
- 1897 - Arturo Gramajo, bobbista argentino († 1957)
- 1897 - Johann Rattenhuber, poliziotto e generale tedesco († 1957)
- 1897 - Noel Madison, attore statunitense († 1975)
- 1897 - Léon Martin, ciclista su strada belga († 1956)
- 1897 - Humberto Mauro, regista, sceneggiatore e attore brasiliano († 1983)
- 1898 - Antonio Cabiati, calciatore italiano († 1954)
- 1898 - Arturo De Vecchi, schermidore italiano († 1988)
- 1898 - Albrecht Höhler, antifascista tedesco († 1933)
- 1898 - Johan Richthoff, lottatore svedese († 1983)
- 1898 - Mario Ronchetti, calciatore italiano
- 1898 - Luigi Zanoni, politico italiano († 1958)
- 1899 - Fernando António, calciatore portoghese
- 1899 - Ottavio Barbieri, calciatore e allenatore di calcio italiano († 1949)
- 1899 - Vincent Gallagher, canottiere statunitense († 1983)
- 1899 - Lucie Mannheim, attrice tedesca († 1976)
- 1899 - Bart McGhee, calciatore statunitense († 1979)
- 1900 - Enrico De Angeli, ingegnere italiano († 1979)
- 1900 - Remo Jona, avvocato e superstite dell'Olocausto italiano († 1954)
- 1900 - Lajos Keresztes, lottatore ungherese († 1978)

## XX secolo(849)
- 1901 - Simon Kuznets, economista russo († 1985)
- 1901 - David Manners, attore e scrittore canadese († 1998)
- 1901 - György Orth, calciatore e allenatore di calcio ungherese († 1962)
- 1901 - Losang Yeshe Tenzin Gyatso Pelsangpo, monaco buddhista tibetano († 1981)
- 1901 - Karl Zolper, calciatore tedesco († 1990)
- 1902 - Peregrino Anselmo, calciatore e allenatore di calcio uruguaiano († 1975)
- 1902 - Maria Francesca Giannetto, religiosa italiana († 1930)
- 1902 - Giorgio Malipiero, avvocato e calciatore italiano († 1971)
- 1902 - André-François Marescotti, compositore svizzero († 1995)
- 1902 - Theodore Schultz, economista statunitense († 1998)
- 1904 - Fortunato Lamon, calciatore italiano († 1993)
- 1904 - Willi Mentz, militare tedesco († 1978)
- 1904 - George Stibitz, informatico statunitense († 1995)
- 1904 - Miguel Trujillo, attivista statunitense († 1989)
- 1905 - Adelaide Lawrence, attrice statunitense († 1989)
- 1905 - Sergej Michajlovič Nikol'skij, matematico sovietico († 2012)
- 1905 - Heinrich Schläppi, bobbista svizzero († 1958)
- 1906 - Gino Del Signore, tenore italiano († 1978)
- 1906 - Herbert Ferber, pittore, scultore e odontoiatra statunitense († 1991)
- 1906 - Duccio Galimberti, avvocato e partigiano italiano († 1944)
- 1906 - Sergio Nannini, politico e agronomo italiano († 1980)
- 1907 - Arturo Bertolero, calciatore rumeno
- 1907 - Hans Jacobs, ingegnere tedesco († 1994)
- 1907 - Gian Gaspare Napolitano, giornalista, scrittore e sceneggiatore italiano († 1966)
- 1907 - Carlo Rizzo, attore italiano († 1979)
- 1907 - Karl-Lothar Schulz, generale tedesco († 1972)
- 1908 - Eve Arden, attrice statunitense († 1990)
- 1908 - Bjarni Benediktsson, politico islandese († 1970)
- 1908 - Mario De Luca, economista italiano († 1980)
- 1908 - Alfredo Gaudenzi, pittore, ceramista e giornalista italiano († 1980)
- 1908 - Henri Lepage, schermidore francese († 1996)
- 1908 - Otto Pollak, scrittore e docente statunitense († 1998)
- 1908 - Carlo Porro, politico italiano († 1989)
- 1908 - William D. Russell, regista statunitense († 1968)
- 1909 - Fausto Bisantis, avvocato e politico italiano († 1996)
- 1909 - Konstantin Raudive, romanziere e filosofo lettone († 1974)
- 1909 - Theresa Wallach, motociclista e scrittrice britannica († 1999)
- 1910 - Herbert Adamski, canottiere tedesco († 1941)
- 1910 - Georges Rose, calciatore francese († 1997)
- 1910 - Tommy Sale, calciatore inglese († 1990)
- 1911 - Yaşar Erkan, lottatore turco († 1986)
- 1911 - Roger Hilton, pittore britannico († 1975)
- 1911 - Giorgio Modugno, militare e marinaio italiano († 1941)
- 1911 - Evolo Musoni, calciatore italiano
- 1911 - Luise Rinser, scrittrice, attivista e politica tedesca († 2002)
- 1911 - Vittorio Zincone, giornalista e politico italiano († 1968)
- 1912 - Ethel Barrymore Colt, attrice teatrale e soprano statunitense († 1977)
- 1912 - Alessandro Maria Gottardi, arcivescovo cattolico italiano († 2001)
- 1912 - Jean Simon, generale francese († 2003)
- 1912 - Italo de Feo, scrittore, critico letterario e saggista italiano († 1985)
- 1913 - Américo Belloto Varoni, violinista e direttore d'orchestra argentino († 1965)
- 1913 - Víctor Latou, cestista uruguaiano († 2002)
- 1913 - Werner Meyer-Eppler, fisico belga († 1960)
- 1913 - Takao Nakae, cestista giapponese
- 1913 - Enrique Soladrero, calciatore spagnolo († 1976)
- 1913 - Raymond Stasse, schermidore belga († 1987)
- 1913 - Yasuo Suzuki, calciatore giapponese († 2000)
- 1913 - Elmar Tepp, calciatore estone († 1943)
- 1913 - Elmo Williams, montatore, produttore cinematografico e regista statunitense († 2015)
- 1914 - Dorival Caymmi, musicista e cantante brasiliano († 2008)
- 1915 - Elio Toaff, rabbino italiano († 2015)
- 1916 - Phil Brown, attore statunitense († 2006)
- 1916 - Alda Noni, soprano italiano († 2011)
- 1916 - Claude Shannon, ingegnere e matematico statunitense († 2001)
- 1916 - Robert Shaw, direttore di coro e direttore d'orchestra statunitense († 1999)
- 1916 - Frank Taylor, allenatore di calcio e calciatore inglese († 1970)
- 1917 - Merv Wood, canottiere australiano († 2006)
- 1918 - Roy Garforth, pallanuotista britannico († 1991)
- 1918 - Donald McNeill, tennista statunitense († 1996)
- 1919 - Johnny Hancocks, allenatore di calcio e calciatore inglese († 1994)
- 1919 - Guido Venegoni, politico, sindacalista e partigiano italiano († 1987)
- 1920 - Luigi Barbano, calciatore italiano († 1986)
- 1920 - Duncan Hamilton, pilota automobilistico britannico († 1994)
- 1920 - Gerda Lerner, scrittrice, docente e storica statunitense († 2013)
- 1920 - Tom Moore, ufficiale e militare britannico († 2021)
- 1920 - Dagfinn Nilsen, calciatore norvegese († 1998)
- 1920 - Socrate Salmoiraghi, calciatore italiano († 2004)
- 1920 - Paddy Sloan, calciatore e allenatore di calcio irlandese († 1993)
- 1921 - Giulio Bertola, direttore d'orchestra e direttore di coro italiano († 2008)
- 1921 - Ricardo Blasco, regista e sceneggiatore spagnolo († 1994)
- 1921 - Osvaldo Peretti, calciatore argentino († 2015)
- 1922 - Camillo Campana, artista, pittore e scultore italiano († 1994)
- 1922 - Umberto Cappuzzo, generale e politico italiano († 2014)
- 1922 - Pietro di Schleswig-Holstein, principe tedesco († 1980)
- 1922 - Salvador Serer, calciatore spagnolo († 2009)
- 1922 - Mario Tiengo, medico italiano († 2010)
- 1923 - Giuseppe Bonomo, etnologo italiano († 2006)
- 1923 - Percy Heath, contrabbassista statunitense († 2005)
- 1923 - Al Lewis, attore statunitense († 2006)
- 1923 - Nicla Migliori, tennista italiana († 2008)
- 1923 - Giuseppe Rossini, dirigente d'azienda italiano († 2018)
- 1923 - Ramón Torrella Cascante, arcivescovo cattolico spagnolo († 2004)
- 1924 - Walter Guertler, produttore discografico e imprenditore svizzero († 2004)
- 1924 - Sheldon Harnick, paroliere e librettista statunitense († 2023)
- 1924 - Roberto Lerici, allenatore di calcio e calciatore italiano († 2004)
- 1924 - Moshe Shem Tov, attivista bulgaro († 2005)
- 1925 - Franco Bircher, architetto svizzero († 2005)
- 1925 - Leonid Brumberg, pianista russo († 2010)
- 1925 - Corinne Calvet, attrice francese († 2001)
- 1925 - Gabriele Calvi, psicologo, imprenditore e politico italiano († 2015)
- 1925 - Giulio Gaist, chirurgo italiano († 2007)
- 1925 - Johnny Horton, cantante statunitense († 1960)
- 1925 - Marisa Ombra, partigiana e scrittrice italiana († 2019)
- 1925 - Eduardo Rovira, musicista e compositore argentino († 1980)
- 1926 - Armando Barducci, ciclista su strada italiano († 2016)
- 1926 - Edmund Cooper, autore di fantascienza inglese († 1982)
- 1926 - Cloris Leachman, attrice statunitense († 2021)
- 1926 - Nydia Licia, attrice, impresaria teatrale e scrittrice italiana († 2015)
- 1926 - Giotto Stoppino, architetto e designer italiano († 2011)
- 1926 - Kono Taeko, scrittrice giapponese († 2015)
- 1926 - Hippolyte Van den Bosch, allenatore di calcio e calciatore belga († 2011)
- 1927 - Fathima Beevi, giudice e politica indiana († 2023)
- 1927 - Tommaso Federici, scrittore e giornalista italiano († 2002)
- 1927 - Lars Hall, pentatleta svedese († 1991)
- 1927 - Giuseppe Mancuso, politico italiano († 2021)
- 1927 - Johann Zeitler, calciatore tedesco († 2018)
- 1928 - Peter Carsten, attore tedesco († 2012)
- 1928 - Edmeo Lugaresi, dirigente sportivo e imprenditore italiano († 2010)
- 1928 - Enrico Bruno Novali, pittore e scultore italiano († 2016)
- 1928 - Peter Nöcker, pilota automobilistico tedesco († 2007)
- 1928 - Roberto Ronconi, calciatore italiano († 2021)
- 1928 - Orlando Sirola, tennista italiano († 1995)
- 1929 - Franco Coccia, politico e avvocato italiano († 2017)
- 1929 - Bob Knight, cestista statunitense († 2008)
- 1929 - Klausjürgen Wussow, attore e pittore tedesco († 2007)
- 1930 - Jürgen Ahrend, organaro tedesco († 2024)
- 1930 - Antonietta Dosi, scrittrice, filologa classica e grecista italiana († 2023)
- 1930 - Eugen Meier, calciatore svizzero († 2002)
- 1930 - Gianlorenzo Pacini, slavista e traduttore italiano († 2021)
- 1930 - Elena Santoni, ginnasta italiana († 2022)
- 1931 - Adriana Asti, attrice e doppiatrice italiana († 2025)
- 1931 - Piero Bertolini, pedagogista italiano († 2006)
- 1931 - Bill Clay, politico statunitense († 2025)
- 1931 - Peter La Farge, cantautore e musicista statunitense († 1965)
- 1932 - Piero Cazzaniga, calciatore italiano († 2022)
- 1932 - Nikola Ilov, cestista bulgaro
- 1932 - Maurice Philippe, ingegnere britannico († 1989)
- 1932 - Ray Reed, pilota automobilistico rhodesiano († 1965)
- 1932 - Antonio Tejero Molina, ex militare e criminale spagnolo
- 1932 - Mário Travaglini, calciatore e allenatore di calcio brasiliano († 2014)
- 1933 - Gianfranco Bertoli, terrorista italiano († 2000)
- 1933 - Claude Haas, ex pallanuotista francese
- 1933 - Erez Lustig, cestista israeliano († 2021)
- 1933 - Vittorio Merloni, imprenditore italiano († 2016)
- 1933 - György Mészáros, canoista ungherese († 2015)
- 1933 - Helen Vendler, critica letteraria e anglista statunitense († 2024)
- 1934 - Giorgio Barbolini, calciatore italiano († 2022)
- 1934 - Jane Greenwood, costumista britannica
- 1934 - Giovanni Battista Loi, politico italiano
- 1934 - Don McKenney, hockeista su ghiaccio canadese († 2022)
- 1934 - Luigi Naddeo, compositore e musicista italiano († 2009)
- 1934 - Mario Segale, imprenditore statunitense († 2018)
- 1935 - Mary Lefkowitz, grecista e latinista statunitense
- 1935 - Paolo Sica, architetto e urbanista italiano († 1988)
- 1935 - Sergio Testori, attore e stuntman italiano († 2007)
- 1936 - Carlos Correa, calciatore uruguaiano († 2013)
- 1936 - Maria Falcone, attivista italiana
- 1936 - Antonio García-Bellido, biologo spagnolo
- 1936 - Roger Haight, gesuita e teologo statunitense († 2025)
- 1936 - Francesco La Saponara, politico italiano
- 1936 - Attilio Peluso, politico italiano
- 1937 - Tony Harrison, poeta inglese
- 1937 - Edgar Stakset, ex calciatore norvegese
- 1938 - Antonia Arslan, scrittrice e traduttrice italiana
- 1938 - Gary Collins, attore e conduttore televisivo statunitense († 2012)
- 1938 - Juraj Jakubisko, regista e sceneggiatore slovacco († 2023)
- 1938 - Larry Niven, autore di fantascienza statunitense
- 1938 - Pierfilippi, cantante italiano
- 1938 - Jürgen Schmidt, attore tedesco († 2004)
- 1939 - Bruno Habārovs, schermidore sovietico († 1994)
- 1939 - Edward Kleban, compositore e paroliere statunitense († 1987)
- 1939 - Charles Samoy, allenatore di calcio e ex calciatore francese
- 1939 - Roberto Vigevani, scrittore, saggista e pittore italiano
- 1939 - Pieter van Vollenhoven, giurista olandese
- 1939 - Ellen Taaffe Zwilich, compositrice statunitense
- 1940 - Ermindo Onega, calciatore argentino († 1979)
- 1940 - Aldo Ruffinatto, ispanista, filologo e critico letterario italiano
- 1940 - Carlo Salmaso, ex rugbista a 15 italiano
- 1940 - Marutei Tsurunen, politico finlandese
- 1940 - Burt Young, attore statunitense († 2023)
- 1941 - Stauros Dīmas, politico e economista greco
- 1941 - Ulf Ekstam, ex sciatore alpino finlandese
- 1941 - Bruno Franceschetti, ginnasta e allenatore di ginnastica artistica italiano († 2025)
- 1941 - Primo Franchini, dirigente sportivo e ex ciclista su strada italiano
- 1941 - Bengt-Erik Grahn, sciatore alpino svedese († 2019)
- 1941 - Yvette Kosmann-Schwarzbach, matematica francese
- 1941 - Heinz Prüller, giornalista e conduttore televisivo austriaco
- 1941 - Jerry Stovall, ex giocatore di football americano statunitense
- 1942 - Gianfranco Albano, regista italiano
- 1942 - Maurizio Arcieri, cantante, attore e compositore italiano († 2015)
- 1942 - Guido Baldi, critico letterario italiano
- 1942 - Sallehuddin di Kedah, sovrano malese
- 1942 - Sergio Galiano, produttore cinematografico e attore italiano († 2016)
- 1942 - Giuseppe Meraviglia, ex calciatore italiano
- 1943 - Ivar Bjare, slittinista svedese († 1995)
- 1943 - Frederick Chiluba, politico zambiano († 2011)
- 1943 - Yatma Diop, ex calciatore senegalese
- 1943 - Bob Livingston, politico statunitense
- 1943 - Natalie Steward, ex nuotatrice britannica
- 1943 - Bobby Vee, cantante statunitense († 2016)
- 1944 - Rudi Assauer, dirigente sportivo, allenatore di calcio e calciatore tedesco († 2019)
- 1944 - Franco Berrino, medico e epidemiologo italiano
- 1944 - Jill Clayburgh, attrice statunitense († 2010)
- 1944 - Antonia Ellis, attrice, cantante e ballerina inglese
- 1944 - Giancarlo Nicotra, regista e attore italiano († 2013)
- 1944 - Ymer Pampuri, sollevatore albanese († 2017)
- 1944 - Paul Scranton, ex cestista statunitense
- 1944 - Don E. Wilson, zoologo statunitense
- 1944 - Félix de Azúa, scrittore spagnolo
- 1945 - David Bates, storico e insegnante inglese
- 1945 - Guido Burbatti, psichiatra e psicoterapeuta italiano
- 1945 - Annie Dillard, scrittrice e saggista statunitense
- 1945 - Mimi Fariña, cantautrice e attivista statunitense († 2001)
- 1945 - Ulla Hahn, poetessa e scrittrice tedesca
- 1945 - Dan van Husen, attore tedesco († 2020)
- 1945 - Vece Paes, hockeista su prato e medico indiano († 2025)
- 1945 - Michael John Smith, astronauta statunitense († 1986)
- 1946 - Foto Andoni, ex calciatore albanese
- 1946 - Carlo XVI Gustavo di Svezia, sovrano svedese
- 1946 - Alessandro Casse, sciatore di velocità italiano († 2021)
- 1946 - Xavier Fauche, fumettista e scrittore francese
- 1946 - Luigi Pezzuto, arcivescovo cattolico e diplomatico italiano
- 1946 - Bill Plympton, disegnatore, illustratore e animatore statunitense
- 1946 - Don Schollander, ex nuotatore statunitense
- 1946 - Rick Weitzman, ex cestista statunitense
- 1946 - José Luiz Olaio Neto, ex cestista brasiliano
- 1947 - Jaume Cabré, scrittore e sceneggiatore spagnolo
- 1947 - Doug Carlston, imprenditore e dirigente d'azienda statunitense
- 1947 - Denny Carmassi, batterista statunitense
- 1947 - Silvano Chimenti, chitarrista italiano
- 1947 - Elizabeth Hawthorne, attrice neozelandese
- 1947 - Evan X Hyde, scrittore, giornalista e politico beliziano
- 1947 - Finn Kalvik, cantante norvegese
- 1947 - Tom Køhlert, allenatore di calcio e ex calciatore danese
- 1947 - Charlie McCully, calciatore scozzese († 2007)
- 1947 - Wolfgang Rausch, calciatore e allenatore di calcio tedesco († 2025)
- 1947 - Giorgio Roilo, sindacalista e politico italiano
- 1947 - Bobby Scott, politico e avvocato statunitense
- 1948 - Perry King, attore statunitense
- 1948 - Wayne Kramer, musicista e chitarrista statunitense († 2024)
- 1948 - Francesco La Rocca, bibliotecario italiano († 1993)
- 1948 - Henry McCully, ex calciatore scozzese
- 1948 - Margit Papp, ex multiplista e ex lunghista ungherese
- 1948 - Roberto Pessi, giurista e dirigente sportivo italiano
- 1948 - Roger Ridley, cantante e chitarrista statunitense († 2005)
- 1948 - Robert Tarjan, informatico statunitense
- 1949 - Alun Evans, ex calciatore inglese
- 1949 - James Grady, scrittore statunitense
- 1949 - António Guterres, politico e diplomatico portoghese
- 1949 - Karl Meiler, tennista tedesco († 2014)
- 1949 - Bruno Pezzella, scrittore, giornalista e docente italiano
- 1949 - Warren Treadgold, storico e docente statunitense
- 1950 - Alfredo Antonaros, scrittore e drammaturgo italiano
- 1950 - Serhij Morozov, calciatore sovietico († 2021)
- 1950 - Rossella Vodret, storica dell'arte, funzionaria e museologa italiana
- 1951 - Samura Kamara, politico e economista sierraleonese
- 1951 - Craig Lucas, attore, sceneggiatore e drammaturgo statunitense
- 1951 - Giovanni Papini, allenatore di pallacanestro italiano († 2009)
- 1951 - Alberto Simioni, fumettista italiano († 1990)
- 1952 - Wendy Appleby, ex tennista statunitense
- 1952 - Jacques Audiard, sceneggiatore e regista francese
- 1952 - Jack Middelburg, pilota motociclistico olandese († 1984)
- 1952 - Mike Moser, cestista canadese († 1975)
- 1952 - Eddie Mustafa Muhammad, ex pugile, allenatore di pugilato e attore statunitense
- 1952 - Mariano Pesoa, ex calciatore paraguaiano
- 1952 - Luigi Testore, vescovo cattolico italiano
- 1953 - Fabrizio Carloni, giornalista e storico italiano
- 1953 - Beat Kaufmann, dirigente sportivo e ex hockeista su ghiaccio svizzero
- 1953 - Tibor Klampár, ex tennistavolista ungherese
- 1953 - Robert Kreiss, ex tennista statunitense
- 1953 - Luc Leman, ex ciclista su strada belga
- 1954 - Thom Bray, attore statunitense
- 1954 - Howard Brookner, regista, sceneggiatore e produttore cinematografico statunitense († 1989)
- 1954 - Karen Brooks, cantautrice statunitense
- 1954 - Jane Campion, regista, sceneggiatrice e produttrice cinematografica neozelandese
- 1954 - Alonso Cueto, scrittore e sceneggiatore peruviano
- 1954 - Gerry Daly, ex calciatore irlandese
- 1954 - Kim Darroch, politico e diplomatico britannico
- 1954 - Patrick Joseph McKinney, vescovo cattolico britannico
- 1954 - Mimi Wikstedt, tennista svedese († 2019)
- 1955 - Philippe Bonnin, ex schermidore francese
- 1955 - Julio Cobos, ingegnere e politico argentino
- 1955 - Nicolas Hulot, giornalista, conduttore televisivo e produttore televisivo francese
- 1955 - Pradeep Sarkar, regista, sceneggiatore e produttore cinematografico indiano († 2023)
- 1955 - Eric Schembri, ex calciatore maltese
- 1955 - Marian Sypniewski, ex schermidore polacco
- 1955 - Alessandro Tambellini, politico italiano
- 1956 - Marty Byrnes, ex cestista statunitense
- 1956 - Jorge Chaminé, baritono portoghese
- 1956 - Régis Courtecuisse, micologo francese
- 1956 - Joseph Duell, danzatore e coreografo statunitense († 1986)
- 1956 - Alan Friedman, giornalista, conduttore televisivo e scrittore statunitense
- 1956 - Robin Kelly, politica statunitense
- 1956 - Marina Pinzuti, scenografa italiana
- 1956 - Åge Sørensen, ex calciatore norvegese
- 1956 - Lars von Trier, regista e sceneggiatore danese
- 1956 - Michael Wright, attore e doppiatore statunitense
- 1957 - Duane Carey, ex astronauta statunitense
- 1957 - Fabio Meroni, politico italiano
- 1957 - Giuseppe Sannino, allenatore di calcio e ex calciatore italiano
- 1957 - Claudio Visani, giornalista e scrittore italiano
- 1957 - Jan Wilton, ex tennista australiana
- 1957 - Héctor Zelada, ex calciatore argentino
- 1958 - Charles Berling, attore, regista e sceneggiatore francese
- 1958 - Barry Blitt, artista canadese
- 1958 - Nina Bohm, ex tennista svedese
- 1958 - Angiolina Gobbi, doppiatrice e direttrice del doppiaggio italiana
- 1958 - Pietro Pittalis, politico italiano
- 1958 - Raymond Poisson, vescovo cattolico canadese
- 1958 - Abdelaziz Soulaimain, ex calciatore marocchino
- 1958 - Heimo Zobernig, artista, pittore e scultore austriaco
- 1959 - Alessandro Barbero, storico e scrittore italiano
- 1959 - Ron Cavenall, ex cestista statunitense
- 1959 - Nik'oloz Deriugini, ex cestista sovietico
- 1959 - Paul Gross, attore, regista e musicista canadese
- 1959 - Stephen Harper, politico canadese
- 1960 - Claude Bergeaud, allenatore di pallacanestro e dirigente sportivo francese
- 1960 - P. C. Cast, scrittrice statunitense
- 1960 - Thomas Anthony Daly, vescovo cattolico statunitense
- 1960 - Florentin Ermurache, ex cestista rumeno
- 1960 - Christakīs Mauros, ex calciatore cipriota
- 1960 - David Miscavige, statunitense
- 1960 - Beata Pozniak, attrice, regista e produttrice cinematografica polacca
- 1960 - Sonja Tankrey, ex cestista belga
- 1960 - Domenico Tuccillo, politico italiano
- 1960 - Vânia Somaio Teixeira, ex cestista brasiliana
- 1961 - Ross Blyth, ex sciatore alpino britannico
- 1961 - Franky Van der Elst, ex calciatore e allenatore di calcio belga
- 1961 - Arnór Guðjohnsen, ex calciatore islandese
- 1961 - Nicolás Hidalgo, ex giocatore di calcio a 5 argentino
- 1961 - Eva Illouz, sociologa francese
- 1961 - Dacildo Mourão, ex arbitro di calcio brasiliano
- 1961 - Alain Sars, ex arbitro di calcio francese
- 1961 - Thomas Schaaf, allenatore di calcio e ex calciatore tedesco
- 1961 - Isiah Thomas, ex cestista, allenatore di pallacanestro e dirigente sportivo statunitense
- 1961 - Eric Van Lancker, dirigente sportivo e ex ciclista su strada belga
- 1962 - Tom Fahn, doppiatore statunitense
- 1962 - Eva Fjellerup, ex pentatleta e schermitrice danese
- 1962 - Carola Hornig, ex canoista tedesca
- 1962 - Egil Johansen, calciatore norvegese († 2023)
- 1962 - Seiji Maehara, politico giapponese
- 1962 - Salvatore Matarrese, ingegnere, dirigente d'azienda e politico italiano
- 1962 - CeCe Rogers, cantante, musicista e produttore discografico statunitense
- 1962 - Tarcisio Serena, ex arbitro di calcio italiano
- 1962 - Moreno Sfiligoi, ex cestista italiano
- 1963 - Raffaele Baratto, politico italiano
- 1963 - Lutte Berg, chitarrista svedese
- 1963 - Adrian Bravi, scrittore argentino
- 1963 - Jody Byrne, ex calciatore irlandese
- 1963 - Natal'ja Glebova, ex pattinatrice di velocità su ghiaccio sovietica
- 1963 - Glyn Hodges, allenatore di calcio, dirigente sportivo e ex calciatore gallese
- 1963 - Vítězslav Lavička, allenatore di calcio e ex calciatore ceco
- 1963 - James Marsh, regista, sceneggiatore e produttore televisivo britannico
- 1963 - Giulio Michelini, presbitero e teologo italiano
- 1963 - Marco Rossi, allenatore di calcio e ex calciatore italiano
- 1963 - Miro Sassolini, cantante e artista italiano
- 1963 - Ricci DJ, disc jockey e produttore discografico italiano († 2000)
- 1963 - Al Toon, ex giocatore di football americano statunitense
- 1964 - Alexander Arguelles, linguista statunitense
- 1964 - Stony Batioja, ex calciatore ecuadoriano
- 1964 - Maurizio Becker, giornalista, scrittore e musicologo italiano
- 1964 - Irina Chipakina, ex cestista moldava
- 1964 - Tony Fernandes, imprenditore malese
- 1964 - Barrington Levy, cantautore giamaicano
- 1964 - Aleksandra Gennadievna Petrova, poetessa e scrittrice russa
- 1964 - Lorenzo Staelens, allenatore di calcio e ex calciatore belga
- 1964 - Giuseppe Tresoldi, paracadutista italiano
- 1964 - Vanna Vinci, fumettista e illustratrice italiana
- 1964 - Misa Watanabe, doppiatrice giapponese
- 1965 - Stefano Benzi, telecronista sportivo, conduttore radiofonico e conduttore televisivo italiano
- 1965 - Giuseppe Culicchia, scrittore, saggista e traduttore italiano
- 1965 - Steven Klein, fotografo e regista statunitense
- 1965 - Eddie McGoldrick, allenatore di calcio e ex calciatore irlandese
- 1965 - Adrian Pasdar, attore e regista statunitense
- 1965 - Antonio Preto, funzionario, avvocato e politico italiano († 2016)
- 1965 - Catalino Rivarola, ex calciatore paraguaiano
- 1966 - Aundray Bruce, ex giocatore di football americano statunitense
- 1966 - Bruno Cesario, politico italiano
- 1966 - Alvise De Vidi, atleta paralimpico e nuotatore italiano
- 1966 - Roman Hagara, ex velista austriaco
- 1966 - Stine Lise Hattestad, ex sciatrice freestyle norvegese
- 1966 - Mwa Lukoji Kapinga, ex cestista della Repubblica Democratica del Congo
- 1966 - Lee Han-sup, ex arciere sudcoreano
- 1966 - Sergio Maifredi, regista teatrale, drammaturgo e direttore artistico italiano
- 1966 - Elisabeth Micheler-Jones, ex canoista tedesca
- 1966 - Sakari Pehkonen, ex cestista finlandese
- 1966 - Maria José Bertolotti, ex cestista brasiliana
- 1967 - Ariel Amarillo, allenatore di pallacanestro argentino
- 1967 - Roberto Begnis, ex arbitro di pallacanestro italiano
- 1967 - Phil Chang, cantante, compositore e conduttore televisivo taiwanese
- 1967 - Filipp Kirkorov, cantante, compositore e produttore discografico russo
- 1967 - Steven Mackintosh, attore britannico
- 1967 - Luca Marianantoni, giornalista e blogger italiano
- 1967 - J. R. Richards, cantante e attore statunitense
- 1968 - T.T. Boy, ex attore pornografico e regista statunitense
- 1968 - Carl Brown, ex cestista statunitense
- 1968 - Polina Cekova, ex cestista bulgara
- 1968 - Edin Dervišagić, ex giocatore di calcio a 5 croato
- 1968 - Laura Lenghi, doppiatrice italiana
- 1968 - Michele Marchesini, ex velista italiano
- 1968 - Mike Matusow, giocatore di poker statunitense
- 1968 - Raptuz, writer italiano
- 1968 - Dan Rapoport, imprenditore statunitense († 2022)
- 1969 - Francesca Bortolan, ex cestista italiana
- 1969 - Onir, regista, sceneggiatore e produttore cinematografico indiano
- 1969 - Justine Greening, politica britannica
- 1969 - Takuma Koga, ex calciatore giapponese
- 1969 - Paulo Jr., bassista brasiliano
- 1969 - Denny Urbinati, ex lottatore sammarinese
- 1970 - Inés Alder, fondista argentina
- 1970 - Francesco Cattaneo, ex canottiere italiano
- 1970 - Halit Ergenç, attore turco
- 1970 - Aleksandrs Glazovs, ex calciatore e ex giocatore di calcio a 5 lettone
- 1970 - Eric Heisserer, sceneggiatore, regista e produttore cinematografico statunitense
- 1970 - Marijan Kraljevič, ex cestista sloveno
- 1970 - Anthī Papaīlia, ex cestista greca
- 1970 - Laura Pugno, poetessa, scrittrice e traduttrice italiana
- 1970 - Isabella Santacroce, scrittrice italiana
- 1970 - Wu Ming 1, scrittore e traduttore italiano
- 1971 - Silvio Luiz Borba da Silva, ex calciatore brasiliano
- 1971 - John Boyne, scrittore irlandese
- 1971 - Massimo Bulla, attore e ex modello italiano
- 1971 - Jim Cashman, hockeista su ghiaccio, allenatore di hockey su ghiaccio e dirigente sportivo canadese
- 1971 - Taylor Deupree, musicista, artista e fotografo statunitense
- 1971 - Anthony Foxx, politico statunitense
- 1971 - Simone Girolami, pilota motociclistico italiano
- 1971 - Carolyn Dawn Johnson, cantautrice canadese
- 1971 - Ivan Matić, allenatore di calcio e ex calciatore croato
- 1971 - Francesca Paci, giornalista e scrittrice italiana
- 1971 - B.J. Tyler, ex cestista statunitense
- 1972 - Clelia Ailara, giocatrice di softball italiana
- 1972 - Jon Olav Hjelde, allenatore di calcio e ex calciatore norvegese
- 1972 - Anilda Ibrahimi, scrittrice albanese
- 1972 - Giovanni Inzerillo, imprenditore italiano
- 1972 - Michele Mignani, allenatore di calcio e ex calciatore italiano
- 1972 - Hiroaki Morishima, ex calciatore giapponese
- 1973 - Roberth Björknesjö, allenatore di calcio e ex calciatore svedese
- 1973 - Michael Blaudzun, ex ciclista su strada e dirigente sportivo danese
- 1973 - Malang Diedhiou, arbitro di calcio senegalese
- 1973 - Alessandro Gandellini, ex marciatore italiano
- 1973 - Ekaterina Juševa, schermitrice russa
- 1973 - Naomi Novik, scrittrice statunitense
- 1973 - Chiara Passa, artista italiana
- 1973 - Jamie Staff, ex pistard britannico
- 1973 - Jeff Timmons, cantante statunitense
- 1973 - Eric Villalón, ex sciatore alpino spagnolo
- 1974 - Fatma Barkallah, ex cestista tunisina
- 1974 - Gonzalo Belloso, ex calciatore argentino
- 1974 - Elisabetta De Blasis, politica italiana
- 1974 - Pamela Ferrari, ex cestista italiana
- 1974 - Ulrich Forte, allenatore di calcio e ex calciatore svizzero
- 1974 - Aaron Goldberg, pianista statunitense
- 1974 - Cedric Jones, ex giocatore di football americano statunitense
- 1974 - Anca Nițulescu, ex cestista rumena
- 1974 - Rachele Paolelli, doppiatrice e direttrice del doppiaggio italiana
- 1974 - Julio César Ramírez, ex calciatore uruguaiano
- 1974 - Niko Romito, cuoco e imprenditore italiano
- 1974 - Teodor Rus, allenatore di calcio e ex calciatore rumeno
- 1975 - Dita Charanzová, diplomatica e politica ceca
- 1975 - Johnny Galecki, attore e regista statunitense
- 1975 - Ha Tae-kwon, ex giocatore di badminton sudcoreano
- 1975 - Tomi Joutsen, cantante finlandese
- 1975 - Alan Koch, allenatore di calcio e ex calciatore sudafricano
- 1975 - David Moncoutié, ex ciclista su strada francese
- 1975 - Kazuo Shimizu, ex calciatore giapponese
- 1975 - Annika Strandhäll, sindacalista e politica svedese
- 1975 - Lizmaite Trujillo, schermitrice cubana
- 1975 - Szabolcs Tóth, ex giocatore di calcio a 5 ungherese
- 1976 - Davian Clarke, ex velocista giamaicano
- 1976 - Mauricio Donoso, calciatore cileno
- 1976 - Victor Glover, astronauta statunitense
- 1976 - Javier Jiménez del Pozo, ex calciatore spagnolo
- 1976 - Gjergj Meta, vescovo cattolico albanese
- 1976 - Marcos Millape, ex calciatore cileno
- 1976 - Ibon Navarro, allenatore di pallacanestro spagnolo
- 1976 - Amanda Palmer, cantante, pianista e compositrice statunitense
- 1976 - Christine Sandtorv, cantante norvegese
- 1976 - Petr Welsch, ex cestista ceco
- 1976 - Matteo Zennaro, ex schermidore italiano
- 1976 - Tasya van Ree, pittrice, fotografa e surfista statunitense
- 1977 - Peter Babnič, ex calciatore slovacco
- 1977 - Lilian Compan, allenatore di calcio e ex calciatore francese
- 1977 - Robert Conley, ex cestista statunitense
- 1977 - Federica Fontana, conduttrice televisiva, ex modella e blogger italiana
- 1977 - Ha Yong-woo, ex calciatore sudcoreano
- 1977 - Alexandra Holden, attrice statunitense
- 1977 - Pell James, attrice statunitense
- 1977 - Yoel Romero, artista marziale misto e lottatore cubano
- 1977 - Linda Visentin, ex ciclista su strada italiana
- 1978 - Gigliola Aragozzini, attrice e showgirl italiana († 2001)
- 1978 - Simone Barone, allenatore di calcio e ex calciatore italiano
- 1978 - Kim Black, ex nuotatrice statunitense
- 1978 - Alice Canepa, ex tennista italiana
- 1978 - Sandra Hüller, attrice tedesca
- 1978 - Emily McInerny, ex cestista australiana
- 1978 - Tam Mutu, attore e cantante inglese
- 1978 - Rose Rollins, attrice e modella statunitense
- 1979 - Kip Carpenter, ex pattinatore di velocità su ghiaccio statunitense
- 1979 - Rachelle De Jong-Viinberg, canottiera canadese
- 1979 - Ronald Graafland, ex calciatore olandese
- 1979 - Greg Grays, ex cestista statunitense
- 1979 - Elvis Kotorri, ex calciatore albanese
- 1979 - Dimitri Lauwers, ex cestista belga
- 1979 - Sean Mackin, violinista statunitense
- 1979 - Annalisa Tardino, politica italiana
- 1979 - Gerardo Torrado, ex calciatore messicano
- 1979 - Zeno Gabaglio, musicista, compositore e violoncellista svizzero
- 1980 - Brook Billings, pallavolista statunitense
- 1980 - Leiva, musicista e cantautore spagnolo
- 1980 - Antonello Cresti, saggista, critico musicale e musicologo italiano
- 1980 - Paolo Formentini, politico italiano
- 1980 - Ville Friman, musicista finlandese
- 1980 - Edwin de Graaf, allenatore di calcio e ex calciatore olandese
- 1980 - Mariana Handler, ex fondista svedese
- 1980 - Sam Heughan, attore scozzese
- 1980 - Tania Lamarca, ex ginnasta spagnola
- 1980 - Mauricio Molina, ex calciatore colombiano
- 1980 - Luis Scola, dirigente sportivo e ex cestista argentino
- 1980 - Harald Stehr, schermidore tedesco
- 1980 - Rob Terry, wrestler britannico
- 1980 - Christos Theofilou, ex calciatore cipriota
- 1980 - Basta, rapper, cantautore e produttore discografico russo
- 1980 - Andris Vaņins, ex calciatore lettone
- 1980 - Jeroen Verhoeven, ex calciatore olandese
- 1981 - Aleksandr Alekseev, pugile russo
- 1981 - Marco Allegretti, allenatore di pallacanestro e ex cestista italiano
- 1981 - Tom Barrett, politico statunitense
- 1981 - Jonatan Bartoletti, fantino italiano
- 1981 - Timothy Black, allenatore di pallacanestro e ex cestista statunitense
- 1981 - Cândido Costa, ex calciatore portoghese
- 1981 - Noël Kaudré, ex calciatore francese
- 1981 - Vernal Maynard, ex cestista americo-verginiano
- 1981 - Piero Messina, regista, sceneggiatore e musicista italiano
- 1981 - Peter Nalitch, cantante e compositore russo
- 1981 - Kunal Nayyar, attore britannico
- 1981 - John O'Shea, allenatore di calcio e ex calciatore irlandese
- 1981 - Diego Occhiuzzi, schermidore italiano
- 1981 - Cristian Raimondi, allenatore di calcio e ex calciatore italiano
- 1981 - Quinton Ross, ex cestista statunitense
- 1981 - Martin Schmitt, schermidore tedesco
- 1981 - Anna Slotky, avvocata statunitense
- 1981 - Mariano Soso, allenatore di calcio argentino
- 1981 - Kristin Størmer Steira, ex fondista e mezzofondista norvegese
- 1981 - Astou Traoré, ex cestista senegalese
- 1981 - Justin Vernon, cantautore, polistrumentista e produttore discografico statunitense
- 1981 - Ali Williams, ex rugbista a 15 neozelandese
- 1982 - Lloyd Banks, rapper statunitense
- 1982 - Kirsten Dunst, attrice e ex modella statunitense
- 1982 - Mario Lička, calciatore ceco
- 1982 - Almiro Lobo, calciatore mozambicano
- 1982 - Drew Seeley, attore, cantante e produttore cinematografico canadese
- 1982 - Marcel Sieberg, ex ciclista su strada tedesco
- 1982 - Marta Simoncelli, schermitrice italiana
- 1982 - Max Weinhold, hockeista su prato tedesco
- 1982 - Breeda Wool, attrice statunitense
- 1983 - Majlinda Agaj, attrice albanese
- 1983 - Stevie Aiello, musicista, cantautore e produttore discografico statunitense
- 1983 - Colum Eastwood, politico britannico
- 1983 - Rodolfo Fortino, giocatore di calcio a 5 brasiliano
- 1983 - Tatjana Hüfner, ex slittinista tedesca
- 1983 - Olivier Kaisen, dirigente sportivo e ex ciclista su strada belga
- 1983 - Evgenij Korotyškin, ex nuotatore russo
- 1983 - Alena Leŭčanka, ex cestista bielorussa
- 1983 - Ian Lindo, calciatore britannico
- 1983 - Paul McQuistan, giocatore di football americano statunitense
- 1983 - Nenad Milijaš, allenatore di calcio e ex calciatore serbo
- 1983 - Stefano Rabaglietti, ex cestista italiano
- 1983 - Mathew Sigei, ex maratoneta keniota
- 1983 - The Tallest Man on Earth, cantautore svedese
- 1983 - Pierre-Benoist Varoclier, attore e sceneggiatore francese
- 1983 - Leandro Vissotto, ex pallavolista brasiliano
- 1983 - Yun Mi-jin, arciera sudcoreana
- 1983 - Wellington da Silva Vicente, ex calciatore brasiliano
- 1984 - Seimone Augustus, ex cestista e allenatrice di pallacanestro statunitense
- 1984 - Jean Calvé, ex calciatore francese
- 1984 - Jamel Chatbi, maratoneta, mezzofondista e siepista marocchino
- 1984 - Shawn Daivari, ex wrestler statunitense
- 1984 - Santos Escobar, wrestler messicano
- 1984 - Kang Ye-sol, attrice sudcoreana
- 1984 - Oleh Karamuška, ex calciatore ucraino
- 1984 - Peter Kjærsgaard-Andersen, arbitro di calcio danese
- 1984 - Peter Larsson, ex calciatore svedese
- 1984 - Andra Manson, altista statunitense
- 1984 - Mijat Marić, dirigente sportivo e ex calciatore svizzero
- 1984 - Risto Mätas, giavellottista estone
- 1984 - Roger Mejía, ex calciatore nicaraguense
- 1984 - Ivan Santaromita, ex ciclista su strada italiano
- 1984 - Steven Schumacher, ex calciatore e allenatore di calcio inglese
- 1984 - Brooke Smith, ex cestista statunitense
- 1984 - Veaceslav Sofroni, allenatore di calcio e ex calciatore moldavo
- 1984 - Marina Squerciati, attrice statunitense
- 1984 - William Timmons, politico statunitense
- 1984 - Sophie Turner, modella e personaggio televisivo australiana
- 1984 - Álex Urtasun, cestista spagnolo
- 1984 - Txemi Urtasun, cestista spagnolo
- 1984 - Anna Zugno, ex ciclista su strada italiana
- 1985 - Carmela Anaclerio, ex calciatrice italiana
- 1985 - Brian Baker, ex tennista statunitense
- 1985 - Chad Barrett, ex calciatore statunitense
- 1985 - Brandon Bass, ex cestista statunitense
- 1985 - Piero Cardano, attore italiano
- 1985 - Nazzareno Di Marco, discobolo italiano
- 1985 - Sergej Druz'jak, attore russo
- 1985 - Charity Egenti, ex cestista nigeriana
- 1985 - Elena Fanchini, sciatrice alpina italiana († 2023)
- 1985 - Gal Gadot, attrice e modella israeliana
- 1985 - Thomas Larrouquis, ex cestista francese
- 1985 - Jonathan Lobert, velista francese
- 1985 - Robert Lücken, canottiere olandese
- 1985 - Anne Matthes, pallavolista tedesca
- 1985 - Dzmitryj Mazaleŭski, ex calciatore bielorusso
- 1985 - Michael Mørkøv, ex pistard e ex ciclista su strada danese
- 1985 - Zahra Nemati, arciera iraniana
- 1985 - Alexander Pöllhuber, ex calciatore austriaco
- 1985 - Guillaume Rippert, ex calciatore francese
- 1985 - Anthony Scaramozzino, ex calciatore francese
- 1985 - Adam Varadi, calciatore ceco
- 1986 - Dianna Agron, attrice e cantante statunitense
- 1986 - Fernando Alloco, ex calciatore argentino
- 1986 - Alba María Cabello, sincronetta spagnola
- 1986 - Sergio Canamasas, ex pilota automobilistico spagnolo
- 1986 - Rob Elliot, allenatore di calcio e ex calciatore irlandese
- 1986 - Willem Petrus Nel, rugbista a 15 sudafricano
- 1986 - Leonel Paulo, cestista angolano
- 1986 - Pamela Rosado, cestista portoricana
- 1986 - Elena Rosell, pilota motociclistica spagnola
- 1986 - Jason Smith, ex giocatore di football americano statunitense
- 1986 - Vadzim Stral'coŭ, sollevatore bielorusso
- 1986 - Jone Vesikula, calciatore figiano
- 1986 - Jesse Wagstaff, cestista australiano
- 1986 - Zhang Nan, ginnasta cinese
- 1987 - Arael Argüellez, calciatore cubano
- 1987 - Marta Bastianelli, ex ciclista su strada e pistard italiana
- 1987 - Michael Cadeddu, personaggio televisivo e fantino italiano
- 1987 - Gizem Erdogan, attrice svedese
- 1987 - Dia Evtimova, tennista bulgara
- 1987 - Simone Iacoponi, calciatore italiano
- 1987 - Al Iaquinta, ex artista marziale misto statunitense
- 1987 - Jong Su-hyok, calciatore nordcoreano
- 1987 - Tamás Koltai, ex calciatore ungherese
- 1987 - Dita Liepkalne, ex cestista lettone
- 1987 - Francesca Macrì, comica italiana
- 1987 - Dax McCarty, calciatore statunitense
- 1987 - João Meira, ex calciatore portoghese
- 1987 - Yamil Pérez, pallavolista portoricano
- 1987 - Ivan Siriščević, cestista croato
- 1987 - Kaspar Taimsoo, canottiere estone
- 1987 - Adrian Thomas, ex cestista statunitense
- 1987 - Nikki Webster, cantante e attrice australiana
- 1987 - Nary, ex calciatore angolano
- 1988 - Jacques Alingue, cestista francese
- 1988 - Sander Baart, hockeista su prato olandese
- 1988 - Antonio Ballard, cestista statunitense
- 1988 - Loïc Chauvet, calciatore francese
- 1988 - Massimo Chessa, ex cestista italiano
- 1988 - Petra Conti, danzatrice italiana
- 1988 - Fernando Cárdenas, ex calciatore colombiano
- 1988 - Fabio Donadio, ex pallavolista italiano
- 1988 - Lassi Etelätalo, giavellottista finlandese
- 1988 - Mario Fernández Cuesta, calciatore spagnolo
- 1988 - Romain Inez, ex calciatore francese
- 1988 - Oh Hye-ri, taekwondoka sudcoreana
- 1988 - Václav Ondřejka, calciatore ceco
- 1988 - Ana de Armas, attrice e modella cubana
- 1989 - Baauer, disc jockey e produttore discografico statunitense
- 1989 - Sara Canova, cestista italiana
- 1989 - David Colturi, tuffatore statunitense
- 1989 - Patrick DiMarco, giocatore di football americano statunitense
- 1989 - Erick Flores, calciatore brasiliano
- 1989 - Raúl García Carnero, ex calciatore spagnolo
- 1989 - Hossam Hassan, calciatore egiziano
- 1989 - Angelika Jakubowska, modella polacca
- 1989 - Jang Woo-young, cantante e attore sudcoreano
- 1989 - Nenad Kiso, ex calciatore bosniaco
- 1989 - David Lazari, calciatore brasiliano
- 1989 - Nigel Levine, velocista britannico
- 1989 - Denys Lukašov, cestista ucraino
- 1989 - Dor Malul, calciatore israeliano
- 1989 - Hrant Melk'owmyan, scacchista armeno
- 1989 - Laura Ong, pallavolista francese
- 1989 - Kōhei Shimizu, ex calciatore giapponese
- 1989 - Donjet Shkodra, calciatore kosovaro
- 1989 - Alexander Stølås, ex calciatore norvegese
- 1989 - Seyhan Yildiz, calciatore svizzero
- 1990 - Rigoberta Bandini, cantante e doppiatrice spagnola
- 1990 - Zakaria Beglarishvili, calciatore georgiano
- 1990 - Jonathan Brownlee, triatleta britannico
- 1990 - Mohammadu Fasal, calciatore singalese
- 1990 - Francisco Flores, calciatore venezuelano
- 1990 - Stefano Giacomelli, calciatore italiano
- 1990 - Sennek, cantante e compositrice belga
- 1990 - Carlos Gómez-Herrera, tennista spagnolo
- 1990 - Isaac Hernández, ballerino e attore messicano
- 1990 - Iryna Husjak, lottatrice ucraina
- 1990 - Kaarel Kiidron, ex calciatore estone
- 1990 - Majd Mastoura, attore tunisino
- 1990 - Kristoffer Pallesen, ex calciatore danese
- 1990 - Manuel Pietropoli, ex snowboarder italiano
- 1990 - Michael Schulte, cantautore tedesco
- 1990 - John Shurna, cestista statunitense
- 1990 - Alexander Ward, ex tennista britannico
- 1990 - Mat Zo, disc jockey britannico
- 1991 - Emmi Alanen, calciatrice e ex lottatrice finlandese
- 1991 - Danijel Aleksić, calciatore serbo
- 1991 - Zac Anderson, ex calciatore australiano
- 1991 - David Boysen, ex calciatore danese
- 1991 - Mick Dierdorff, ex snowboarder statunitense
- 1991 - Dakota Dozier, giocatore di football americano statunitense
- 1991 - Filip Hlúpik, calciatore ceco
- 1991 - Connor Jaeger, ex nuotatore statunitense
- 1991 - Modjieb Jamali, ex calciatore afghano
- 1991 - Máté Kiss, calciatore ungherese
- 1991 - Chris Kreider, hockeista su ghiaccio statunitense
- 1991 - Tom Kristensson, pilota di rally svedese
- 1991 - Gramoz Kurtaj, ex calciatore tedesco
- 1991 - Aleksej Mil'čakov, mercenario russo
- 1991 - Christos Mylordos, cantante cipriota
- 1991 - Édgar Méndez, calciatore spagnolo
- 1991 - Victor Pálsson, calciatore islandese
- 1991 - Brandon Paul, cestista statunitense
- 1991 - Lindsay Pearce, cantante e attrice statunitense
- 1991 - Laëtitia Philippe, calciatrice francese
- 1991 - Juan Pedro Ramírez López, calciatore spagnolo
- 1991 - Jeron Robinson, altista statunitense
- 1991 - Edward Theuns, ciclista su strada e pistard belga
- 1991 - George Țucudean, ex calciatore rumeno
- 1991 - Diego Viera, calciatore paraguaiano
- 1991 - Travis Scott, rapper, cantautore e produttore discografico statunitense
- 1992 - Kenny Agostino, hockeista su ghiaccio statunitense
- 1992 - Tomas Bastos, calciatore brasiliano
- 1992 - Mike Cestor, calciatore francese
- 1992 - Chen Hao-wei, calciatore taiwanese
- 1992 - Nicole Fortuin, attrice sudafricana
- 1992 - Nico Hidalgo, calciatore spagnolo († 2025)
- 1992 - Kengo Kitazume, calciatore giapponese
- 1992 - Christoph Knasmüllner, calciatore austriaco
- 1992 - Finn Lemke, ex pallamanista e allenatore di pallamano tedesco
- 1992 - Chris McNealy, ex cestista statunitense
- 1992 - Koen Metsemakers, canottiere olandese
- 1992 - Florin Plămadă, calciatore rumeno
- 1992 - Eden Sharav, giocatore di snooker scozzese
- 1992 - Keo Sokngon, calciatore cambogiano
- 1992 - Marc-André ter Stegen, calciatore tedesco
- 1992 - Manōlīs Tzanakakīs, calciatore greco
- 1992 - Paweł Wszołek, calciatore polacco
- 1993 - Enes Başar, lottatore turco
- 1993 - Dennis Castillo, ex calciatore costaricano
- 1993 - Fábio Cecílio, giocatore di calcio a 5 portoghese
- 1993 - Dion Dreesens, nuotatore olandese
- 1993 - Martin Fuksa, canoista ceco
- 1993 - Duane Jones, giocatore di snooker gallese
- 1993 - Ryad Kenniche, ex calciatore algerino
- 1993 - Betta Lemme, cantautrice canadese
- 1993 - Ivan Močinić, ex calciatore croato
- 1993 - Anton Nedjalkov, calciatore bulgaro
- 1993 - Gustavo Sauer, calciatore brasiliano
- 1993 - Igor Sergeyev, calciatore uzbeko
- 1993 - Arnór Ingvi Traustason, calciatore e ex giocatore di calcio a 5 islandese
- 1993 - Henry Zaga, attore brasiliano
- 1993 - Hendrik van Crombrugge, calciatore belga
- 1994 - Sondre Bjørshol, calciatore norvegese
- 1994 - Giuliano Cattaneo, ex giocatore di football americano statunitense
- 1994 - André Göransson, tennista svedese
- 1994 - Chae Seo-jin, attrice sudcoreana
- 1994 - Simon Kühne, calciatore liechtensteinese
- 1994 - Jakub Mareczko, ciclista su strada italiano
- 1994 - Luigi Randazzo, pallavolista italiano
- 1994 - Trent Taylor, giocatore di football americano statunitense
- 1994 - Robert Tonyan, giocatore di football americano statunitense
- 1994 - Morgan Tuck, ex cestista statunitense
- 1994 - Emiliano Velázquez, calciatore uruguaiano
- 1994 - Wang Yafan, tennista cinese
- 1994 - Olivia Époupa, cestista francese
- 1995 - Aleksej Červotkin, fondista russo
- 1995 - Jeppe Højbjerg, calciatore danese
- 1995 - Prince Gyasi, fotografo e artista ghanese
- 1995 - Drey Wright, calciatore inglese
- 1996 - Florian Alt, pilota motociclistico tedesco
- 1996 - Augusto Batalla, calciatore argentino
- 1996 - Luca Campogrande, cestista italiano
- 1996 - Jorman Campuzano, calciatore colombiano
- 1996 - Sima, rapper e cantante slovacca
- 1996 - Sávio Roberto, calciatore brasiliano
- 1996 - Vladyslav Kočerhin, calciatore ucraino
- 1996 - Regan Magarity, cestista svedese
- 1996 - Žosselina Majga, cestista russa
- 1996 - Felicitas Rauch, calciatrice tedesca
- 1996 - Iván Rodríguez, calciatore spagnolo
- 1996 - Robert Rojas, calciatore paraguaiano
- 1996 - Carli Snyder, pallavolista statunitense
- 1996 - Kevin Velasco, calciatore colombiano
- 1997 - Ivan Bojanić, ex cestista serbo
- 1997 - Daisy Cleverley, calciatrice neozelandese
- 1997 - Brandon Dillon, giocatore di football americano statunitense
- 1997 - Dani Fernández, calciatore spagnolo
- 1997 - Katja Grossmann, ex sciatrice alpina svizzera
- 1997 - Chinwendu Ihezuo, calciatrice nigeriana
- 1997 - Sam Lammers, calciatore olandese
- 1997 - T.J. Leaf, cestista israeliano
- 1997 - Ivan Mamut, calciatore croato
- 1997 - Jesús Medina, calciatore paraguaiano
- 1997 - Andreas Ploier, sciatore alpino austriaco
- 1997 - Tony Pollard, giocatore di football americano statunitense
- 1997 - Agustín Romero, ex calciatore uruguaiano
- 1997 - Adam Ryczkowski, calciatore polacco
- 1997 - Alireza Sarlak, lottatore iraniano
- 1997 - Joan Sastre Vanrell, calciatore spagnolo
- 1997 - Raer Theaker, ginnasta gallese
- 1997 - Ian Thomas, cantante belga
- 1997 - Xavi Vierge, pilota motociclistico spagnolo
- 1997 - Leonardo da Silva Gomes, calciatore brasiliano
- 1998 - Georgina Amorós, attrice e doppiatrice spagnola
- 1998 - Samuela Comola, biatleta italiana
- 1998 - Olivia DeJonge, attrice australiana
- 1998 - Bryan Griffin, cestista statunitense
- 1998 - Carlos Isaac, calciatore spagnolo
- 1998 - Eve Jobs, cavallerizza statunitense
- 1998 - Steve Kapuadi, calciatore francese
- 1998 - Emily Mackay, mezzofondista statunitense
- 1998 - Sebastian Milewski, calciatore polacco
- 1998 - Tomas Woldetensae, cestista italiano
- 1998 - Felipe dos Anjos, cestista brasiliano
- 1999 - Jonathan Amon, calciatore statunitense
- 1999 - Idar Andersen, ex ciclista su strada norvegese
- 1999 - Thomas Basila, calciatore francese
- 1999 - Daniel Bielica, calciatore polacco
- 1999 - Ange Capuozzo, rugbista a 15 italiano
- 1999 - Remina Chiba, calciatrice giapponese
- 1999 - Petra Farkas, lunghista ungherese
- 1999 - Sidonie Fiadanantsoa, ostacolista malgascia
- 1999 - Jorden van Foreest, scacchista olandese
- 1999 - Thomas Gallo, rugbista a 15 argentino
- 1999 - Noah Gray, giocatore di football americano statunitense
- 1999 - JuVaughn Harrison, altista e lunghista statunitense
- 1999 - Moritz Jenz, calciatore tedesco
- 1999 - Jacklyn Luu, nuotatrice artistica statunitense
- 1999 - Tomás Ribeiro, calciatore portoghese
- 1999 - Callum McCowatt, calciatore neozelandese
- 1999 - Carlos Gabriel Moreira de Oliveira, calciatore brasiliano
- 1999 - Ibrahim Tanko, calciatore ghanese
- 1999 - Azri Ghani, calciatore malaysiano
- 1999 - Adrian Șut, calciatore rumeno
- 2000 - Timur Boguslavskij, pilota automobilistico russo
- 2000 - Calebe, calciatore brasiliano
- 2000 - Dean James, calciatore olandese
- 2000 - Thabiso Monyane, calciatore sudafricano
- 2000 - Babacar Niasse, cestista francese
- 2000 - Pedro Pedraza, calciatore messicano
- 2000 - Corbin Strong, ciclista su strada e pistard neozelandese

## XXI secolo(32)
- 2001 - Hossam Abdelmaguid, calciatore egiziano
- 2001 - Nathan Collins, calciatore irlandese
- 2001 - Andrea Cosi, marciatore italiano
- 2001 - Pablo Gozálbez, calciatore spagnolo
- 2001 - Winzar Kakiouea, atleta nauruano
- 2001 - Kamilla Soares Cardoso, cestista brasiliana
- 2001 - Lil Tjay, rapper statunitense
- 2001 - Martin Moormann, calciatore austriaco
- 2001 - Miguel Puche, calciatore spagnolo
- 2001 - Elayis Tavşan, calciatore olandese
- 2001 - Xu Haohong, goista taiwanese
- 2001 - Djevencio van der Kust, calciatore surinamese
- 2002 - Luciano Arriagada, calciatore cileno
- 2002 - Ivan Bašić, calciatore bosniaco
- 2002 - Anna Cramling, scacchista
- 2002 - Marione Fourie, ostacolista sudafricana
- 2002 - César Inga, calciatore peruviano
- 2002 - Teden Mengi, calciatore inglese
- 2002 - Vicente Rojas, ciclista cileno
- 2002 - Zeynep Sönmez, tennista turca
- 2002 - Randal Willars, tuffatore messicano
- 2003 - Calen Bullock, giocatore di football americano statunitense
- 2003 - Emily Carey, attrice britannica
- 2003 - Jeong Youn-seok, attore sudcoreano
- 2003 - Kuryū Matsuki, calciatore giapponese
- 2003 - Urie-Michel Mboula, calciatore gabonese
- 2003 - Jonathan Rowe, calciatore inglese
- 2004 - Emilia Mondinelli, sciatrice alpina italiana
- 2004 - Bogdan Moskvičev, calciatore russo
- 2005 - Matteo Rossi, schermidore italiano
- 2006 - Luighi, calciatore brasiliano
- 2007 - Geovany Quenda, calciatore portoghese